# Санґушко Дмитро Федорович

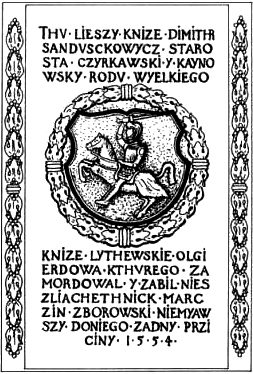
Зарисовка надгробної плити Дмитра Сангушка в церкві святого Миколая в Яромєжі

Дмитро Данило Сангушко — князь гербу Погоня Литовська (*1530 — †3 лютого 1554, Яромерж, Моравія) — військовий, державний діяч Великого князівства Литовського, староста канівський, черкаський, житомирський і вінницький. Найстарший син старости брацлавського, вінницького князя Федора Сангушка, брат воєводи брацлавського і гетьмана польного литовського Романа Сангушка.

## Життєпис
Молоді літа провів на королівському дворі, де мав тісні зв'язки з Сигізмундом Августом. 1546 р. брав участь в комісії королівській для розмежування кордонів Великого князівства Литовського та Корони Польської. Восени 1547 р. брав участь у виправі проти татар, за мужність отримав 23 квітня 1548 р. посаду житомирського старости. Наприкінці 1552 р. король замінив йому староство на черкаське (черкаське і канівське). Тоді ж, ймовірно, "за Черкасами" князь "своєю рукою" спіймав татарина Балкулая (про це згадав у своїй хроніці Лукаш Гурницький). Як найстарший син разом з матір'ю керував спадковим маєтком батька.1549 р., відповідно до заповіту, переказав матері 1/3 маєтків із замком та містом Локачі. Завершив розпочаті батьком справи майнові (отримав частину сіл Павловичі, Уймичі, Голятина), часто був у судах. Співуправління з матір'ю призвело до конфлікту, 1552 р. вимагав видачі йому заповіту батька. Суперечка загострилась після повторного шлюбу матері з кремянецьким князем Михайлом Збаразьким. Д.Сангушко звернувся до Сігізмунда ІІ Августа, який наказав матері передати синові нагляд за маєтками та опіку над братами, Костянтинові Василю Острозькому доручив пильнувати виконання наказу.

### Шлюб з Гальшкою Острозькою і трагічна загибель
Сейм 1551 року постановив, що Беата Косцелецька (Костелецька), вдова по князеві Іллі Острозькому не може видати свою доньку Гальшку Острозьку в шлюб без згоди опікунів — Федора Сангушка, князя Василя Острозького і короля Сигізмунда ІІ Августа. Князь Василь Острозький вирішив одружити 14-річну Гальшку Острозьку з Дмитром Сангушком, на що спочатку дала згоду її матір. Та після заперечення короля мати змінила свою думку. Сангушко, який закохався у Гальшку, з Василем Острозьким просились заїхати до Острога в гості, але Беата Косьцєлєцка наказала челяді не допускати їх до замку. Після збройної сутички замок був захоплений челяддю непрошених гостей і 15 вересня 1553 року Дмитро Сангушко одружився з Гальшкою Острозькою і виїхав з нею до Канева. За настановами з королівського двору Беата Косцелецька написала скаргу королю, що шлюб відбувся без її згоди. Сигізмунд ІІ Август позбавив Сангушка уряду (посади) старости, наказав з'явитись у січні 1554 року до Книшина на королівський суд за вчинене насилля разом з Острозьким, за якого заступився імператор Фердинанд І Габсбург листом від 11 грудня 1553 р., звинувачуючи у події матір Гальшки. Князя Василя Острозького король позбавив прав опікуна, Дмитра Сангушка за неявку на суд присудили до інфамії — позбавлення честі, вигнання з держави, конфіскації майна і зобов'язали повернути Гальшку матері. 20 січня 1554 р. були розіслані королівські універсали. Кожен охочий міг його безкарно вбити і отримати 200 золотих винагороди.
Дмитро Сангушко і переодягнена на слугу Гальшка втекли до чеської Сілезії, маючи надію сховатись у раудницькому замку гетьмана Яна Амора Тарновського — тестя Василя Острозького. За ними вирушили у погоню Мартин Зборовський і його син Мартин, який мав надію видати Гальшку за одного зі своїх синів, Януш і Анджей Косцелецький, брати (буські старости) Лукаш і Анджей Гурки. 31 січня втікачі через Німбурк добрались до містечка Лиса (недалеко Яромержа) над Лабою за 30 км від Праги Сангушко вирішив влаштувати весільний бенкет. Вночі з 31 січня на 1 лютого Мартин Зборовський з сином (Косцелецькіі прибули до Яромежу 4 лютого, брати Гурки — 7), бурмістром Німбурка Адамом Кухтою та кількома іншими представили бургграфу на замку в Лисі королівський універсал, який завдяки хабареві вмовив старосту замку затримати Сангушка за хибним звинуваченням у крадіжці (той заборонив його вбивати).

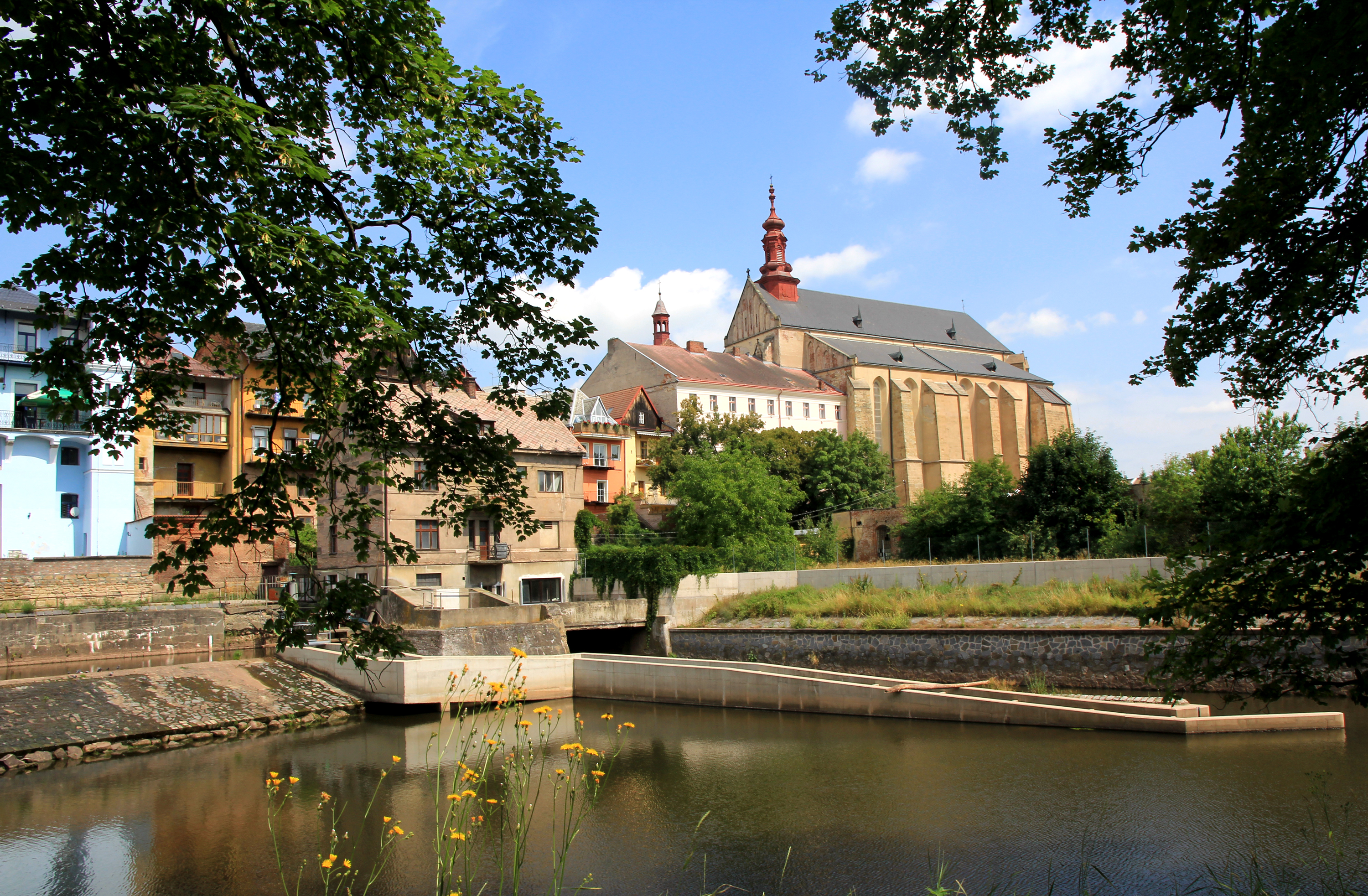
Костел святого Миколая у місті Яромеж (Чехія)

Виламавши двері, нападники почали стріляти, поранили кількох чехів, які тут проживали. Сангушко спробував втекти через чорний хід, але був поранений, роздягнутий, збентежений. Сангушка піймали, побили і закули в кайдани. 2 лютого його відвезли до Яромержа, де замкнули у стайні. Оскільки вирок республіканського суду не мав сили у сусідній державі, М.Зборовський боявся, що король Чехії Фердинанд І Габсбург накаже звільнити Сангушка, тож він наказав слугам у ніч на 3 лютого того вбити. За безправне вбивство на теренах чужої держави Мартина Зборовського ув'язнили, але завдяки заступництву польського короля Сигізмунда II Августа король Чехії його звільнив. 
7 лютого Зборовскі віддали тіло. 11 лютого 1554 року Дмитра Сангушка зусиллями міської ради поховали в чеському місті Яромерж у Костелі святого Миколая під вівтарем святої Варвари (різницьким); поховання покрили кам'яною плитою, фундованою Сангушками з написом: лат. «Hoc loco conditur corpus clari lithuuaniae ducis Dimithr Sanduskowic ex magnifica Olgerdorum familia nati, capitanei Cyrkoviensis et Kanowiensis, quem perfide insidiose Martinus Zborovski trucidavit» («Тут спочиває прах славного литовського князя із знаменитого дому Ольгерда, старости черкаського і канівського, по-зрадницьки і віроломно убитого Марціном (Мартином) Зборовським»).
1860 року, з ініціативи Романа Владислава Сангушка, президент археологічного відділу Краківського наукового товариства Теофіл Жебравський відкрив саркофаг Дмитра Сангушка. Рештки знову поховали, встановили нову плиту, де ім'я вбивці вже не значилося.

## Вшанування пам'яті
У місті Черкаси є вулиця Дмитра Сангушка.
У місті Житомир вулицю Багратіонівську перейменували на вулицю Князів Сангушків представником роду якого також є Дмитро.